# Aeroportul Mahana
Aeroportul Mahana (IATA: TOZ, ICAO: DITM) este un aeroport din Coasta de Fildeș ce deservește zona Touba, Coasta de Fildeș.
Situat la o altitudine de 481 m, aeroportul dispune de o singură pistă.